# Nordic Mobile Telephone
Pour les articles homonymes, voir NMT.
Nordic Mobile Telephone, abrégé en NMT (Nordisk MobilTelefoni ou Nordiska MobilTelefoni-gruppen en suédois) est une norme de téléphonie mobile spécifiée par les administrations des télécommunications nordiques à partir de 1970 et mis en service en 1981 en réponse à la congestion des réseaux de téléphonie mobiles existants à cette époque ARP (en) (150 MHz) en Finlande et MTD (en) (450 MHz) en Suède, en Norvège et au Danemark.
NMT est basé sur une technologie analogique de première génération (1G) avec deux variantes existantes : NMT-450 et NMT-900 où les valeurs numériques indiquent les bandes de fréquences utilisées. Le NMT-900 fut introduit en 1986 car il supportait plus de canaux que le précédent réseau NMT-450.
Les principes techniques de la norme sont prêts dès 1973, les spécifications des stations de bases dès 1977. Toutes les spécifications de la norme sont libres et ouvertes, permettant à n'importe quelle compagnie de créer du matériel compatible NMT, poussant ainsi les prix vers le bas. Les sociétés Nokia et Ericsson ont été particulièrement impliquées dans ces développements.
Le réseau est finalement ouvert en Suède et Norvège en 1981, puis au Danemark et en Finlande en 1982. L'Islande rejoint le mouvement en 1986. Cependant, bien curieusement pour une norme portant le nom de nordique, le premier service commercial l'utilisant a été créé en Arabie saoudite le 1er septembre 1981 (un mois avant la Suède) pour 1 200 utilisateurs. En 1985, le nombre d'abonnés atteint 110 000 en Scandinavie, dont 63 300 en Norvège, ce qui en fit le plus grand réseau mobile au monde à cette époque.
Le réseau NMT est principalement (mais pas seulement) développé dans les pays européens, tels que la Suisse, les Pays-Bas, la Hongrie, la Slovaquie, la Slovénie, la Serbie, la Croatie, la Bosnie-Herzégovine, la France (SFR), le Benelux, la Russie mais également au Moyen-Orient et en Asie. L'introduction des réseaux numériques (tels que GSM) ont notablement réduit l'intérêt de NMT et quelques compagnies téléphoniques ont suspendu le développement de ces réseaux. Cependant, le réseau NMT est bien plus efficace pour des pays vastes mais très peu peuplés. Ainsi, en Islande, le réseau GSM couvre 98 % de la population mais seulement sur une petite partie de la surface de l'île. Le réseau NMT atteint la majeure partie du pays et des eaux environnantes. Ainsi, ce réseau est populaire auprès des pêcheurs et des personnes voyageant dans les montagnes.
En Belgique, le réseau de téléphonie mobile MOB2 à la norme NMT-450, ouvert en 1987 et ayant une capacité de 65 000 abonnés a été fermé le 31 août 1999.
La Finlande a suspendu son service NMT en décembre 2002 et la Suède l'a fait le 31 décembre 2007.

## Caractéristiques techniques

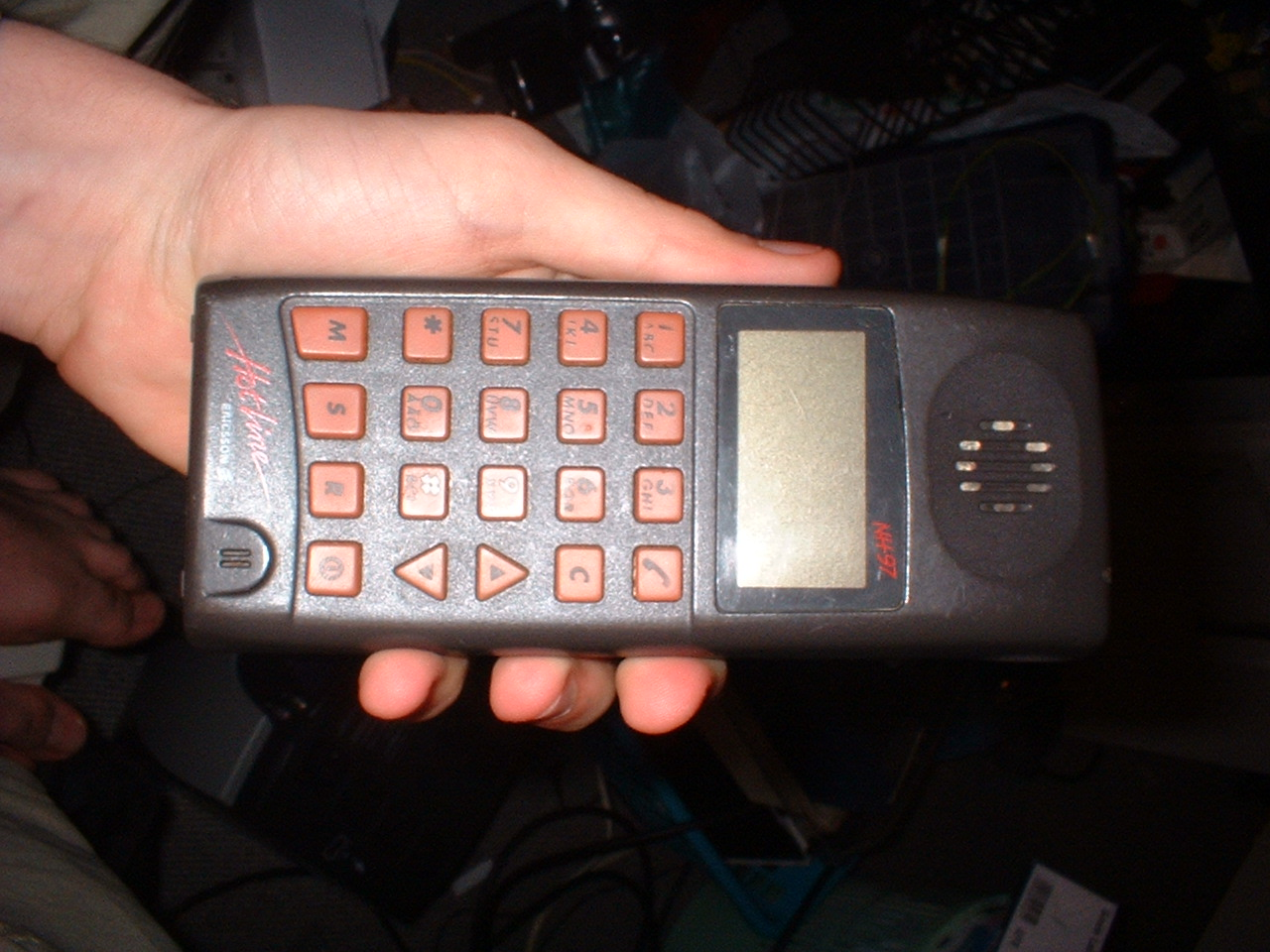
Téléphone Mobile NMT450 d'Ericsson

La taille des cellules varient entre 2 et 30 km. L'utilisation de cellules plus petites permet plus d'utilisateurs simultanés dans les villes.
La puissance des téléphones mobiles est de 15 watts en NMT-450, de 6 watts en NMT-900 pour un téléphone de voiture et de 1 watt pour un portable.
Il faut rappeler un des désavantages de la norme analogique NMT : à l'origine, les communications n'étaient pas chiffrées. De ce fait, il suffisait d'acheter un scanner radio et de le régler sur cette bande de fréquences pour entendre les conversations. Certains scanners ont été vendus avec cette bande de fréquences NMT-450 "supprimée" pour en interdire l'accès. Mais il était malgré tout facile de se procurer un scanner n'ayant pas cette limitation, ou de reprogrammer un scanner pour débloquer l'accès à ces fréquences.
En réponse à cela, les derniers révisions de la norme ont introduit une possibilité de chiffrement analogique. C'était une simple inversion de fréquences vocales (comme l'a fait Canal+ pour le chiffrement du son), chiffrement faible mais suffisant pour rendre inintelligible les conversations. Si à la fois la station de base et le téléphone mobile supportaient cette fonctionnalité, elle pouvait être activée lors de l'établissement de la communication. Si la station de base ne le supportait pas, mais que les appareils des deux correspondants le supportaient, ils pouvaient enclencher manuellement ce chiffrement en cours de conversation.
Le chiffrement est défini dans le document NMT Doc 450-1: System Description (1999-03-23) et NMT Doc 450-3 et 900-3: Technical Specification for the Mobile Station (1995-10-04)'s Annex 26 v.1.1: Mobile Station with Speech Scrambling - Split Inversion Method (Optional) (1998-01-27).
NMT supportait aussi un mode de transfert de données simple mais robuste appelé DMS (Data and Messaging Service) ou NMT-Text, qui utilisait le canal de signalisation du réseau pour le transfert de données. En utilisant le DMS, il était possible d'envoyer des messages texte entre deux téléphones mobiles NMT, avant que le service SMS ne démarre avec les GSM. Cette possibilité ne fut jamais commercialisée, excepté sur les réseaux NMT russe et polonais.
Une autre méthode de transfert de données appelée NMT Mobidigi était possible. La vitesse était de 380 bits par seconde et cela nécessitait un équipement externe.
La vitesse de transfert de la signalisation en NMT varie entre 600 et 1 200 bits par seconde et utilise la modulation FFSK. La signalisation entre la station de base et le mobile utilise ce modem FFSK à 1 200 bit/s sur le même canal radio que pour l'audio. Cela provoquait de courtes périodes de bruits, par exemple lors de l'établissement de l'appel, ce qui était caractéristique du son NMT.

## Fréquences
Les fréquences utilisées en émission (mobile vers base) ou en réception variaient légèrement d'un pays à l'autre. La fréquence de réception est normalement 10 MHz plus haute que la fréquence d'émission :
- dans les pays nordiques et dans la plupart des pays d'Europe de l'est : émission de 453,000 MHz à 457,475 MHz, réception de 463,000 MHz à 467,475 MHz ;
- Autriche, Belgique et Pays-Bas : 451,300 MHz à 455,740 MHz en émission, et réception de 461,300 MHz à 465,740 MHz ;
- Allemagne (C-Netz) : 450,000 MHz à 455,740 MHz et 460,000 MHz à 465,740 MHz ;
- France : 450,000 MHz à 454,475 MHz en émission et 440,000 MHz à 444,475 MHz en réception : la fréquence est plus basse dans le sens station de base vers mobile.

D'autres pays ont utilisé des fréquences assez différentes :
- Croatie et Slovénie : dans les 441 MHz à 415 MHz et 421 MHz à 425 MHz ;
- Turquie : 415 MHz à 420 MHz et 425 MHz à 430 MHz ;
- Indonésie et Thaïlande : 479 MHz à 483 MHz et 489 MHz à 493 MHz.

Une liste plus complète se trouve dans ce document de l'Union Internationale des Télécommunications.
Tout cela montre que, bien que la norme soit NMT-450, les variantes étaient nombreuses et, de ce fait, les téléphones mobiles rarement compatibles d'un pays à l'autre.

## Littérature
Un téléphone NMT joue un rôle déclencheur dans le roman d'Arnaldur Indriðason Opération Napoléon.